# Alexandre Jean-Baptiste de Boyer
Alexandre Jean-Baptiste de Boyer, seigneur d'Éguilles, né à Aix-en-Provence le 29 mars 1708 et  mort à Éguilles le 8 octobre 1783, est un parlementaire d'Aix-en-Provence, président à mortier au Parlement d'Aix de 1747 à 1763.

## Biographie

### Début de carrière
Alexandre Jean-Baptiste de Boyer est le fils de Pierre-Jean de Boyer, marquis d'Argens, seigneur d'Éguilles, procureur général au parlement de Provence et d'Angélique l'Enfant et le  petit fils de Jean-Baptiste Boyer d'Éguilles. Son frère aîné est le célèbre Jean-Baptiste Boyer d'Argens (1703-1771) ; ses autres frères sont Sextius Luc né en 1710 et Luc né en 1713, tous deux chevalier de Malte, Sextius présenté de minorité en 1723 et Luc présenté aussi de minorité en 1725. Un quatrième frère est abbé. Alexandre Jean-Baptiste fut aussi présenté à l'ordre de Saint-Jean de Jérusalem en 1724 mais ne présentera pas ses vœux pour se marier en premières noces, en 1740, Marie-Anne Rousseau, fille de Noël, secrétaire du roi, puis en deuxièmes noces en 1748 une anglaise, Catherine Wannup.
Au début de sa carrière Alexandre Jean-Baptiste mène une vie aventureuse : chevalier de Malte non profès, il est officier des galères ; c'est un personnage distingué et cultivé que l'Académie de Marseille coopte le 18 janvier 1736. Après plusieurs voyages, il retourne à Marseille et se lance dans le négoce d'huiles qui sera un échec et entreprend la construction d'une salle de spectacles sans plus de succès.
Les dépenses inconsidérées et scandaleuses de son frère aîné le marquis d'Argens, indisposent le père qui déshérite ce dernier au profit du cadet Alexandre Jean-Baptiste qui assurera les charges d'un fils aîné. En 1745 le roi Louis XV l'envoie auprès du prétendant d'Angleterre, le prince Charles Édouard Stuart et participe à la bataille de Culloden.Gérard Valin a souligné le soutien amical apporté par le duc d'Eguilles au "jeune prétendant" pendant la campagne de 1745 en Écosse ("Les Jacobites, la Papauté et la Provence", Chaptre 7, L'Harmattan, 2019). En 1747 il hérite de son père et entre dans la magistrature ; le 16 octobre 1747 il est reçu président du Parlement de Provence, charge qu'il exercera jusqu'en 1763.

### L'ami des jésuites
Après les décisions prises par le Parlement de Paris condamnant les jésuites à rembourser la dette contractée par le père Antoine Lavalette, puis ordonnant la fermeture des collèges des Jésuites et enfin supprimant par arrêté du 6 août 1762 la société de Jésus elle-même, plusieurs Parlements de province entamèrent des procédures contre cet ordre. Ainsi en Provence, sous l'impulsion du procureur général Jean-Pierre-François Ripert de Monclar et de l'avocat général Le Blanc de Castillon, le Parlement lance une procédure contre la société des jésuites ; le rapport du procureur général est lu au cours de trois audiences se déroulant du 28 mai au 4 juin 1762. Le 5 juin 1762 un premier arrêté est pris interdisant aux jésuites l'éducation de la jeunesse et prenant les mesures nécessaires pour que les collèges d'Aix et d'Arles puissent continuer à fonctionner en d'autres mains. Les parlementaires se divisent alors entre ceux qui sont favorables aux jésuites et leurs adversaires. Les amis des jésuites ont à leur tête le président Alexandre Boyer d'Éguilles qui prend des initiatives retentissantes. Au cours de la procédure qui aboutira à l'arrêt du 28 janvier 1763 prononçant l'exclusion des jésuites, Alexandre Boyer d'Éguilles entreprend deux voyages. Le premier est effectué en compagnie de l'abbé de Montvalon d'abord à Versailles puis à Paris : ils rencontrent notamment le comte de Saint-Florentin. À l'occasion de ce voyage Alexandre Boyer d'Éguilles rédige un premier mémoire. À partir du 7 octobre 1762 il entreprend un second voyage et rencontre à Fontainebleau le Chancelier auquel il remet un deuxième mémoire relatant les derniers évènements passés et estimant nécessaire une scission du Parlement.
Toutes ces démarches n'empêchent pas la cour de rendre son arrêt du 28 janvier 1763 excluant à perpétuité les jésuites de son ressort. Le Parlement ne s'arrête pas là et sévit contre ses membres dissidents. Par arrêté du 17 mai 1763 le président Alexandre Boyer d'Éguilles est banni du royaume à perpétuité, l'abbé de Montvalon est banni de Provence pour une période de vingt ans ; ils sont en outre condamnés à une amende s'élevant respectivement à 1 000 et 500 livres. Un deuxième arrêté pris le même jour condamne au feu les deux mémoires du président Boyer d'Éguilles afin de « soustraire aux yeux du public des ouvrages qui sont des productions du fanatisme ». Les mémoires sont brûlés le jour même sur un échafaud spécial dressé place des prêcheurs à Aix-en-Provence. L'arrêt bannissant le président sera cassé par le Conseil du roi : Boyer d'Éguilles restera banni pour dix ans de la ville d'Aix-en-Provence et déchu définitivement de la magistrature.

### Le cercle familial
Boyer d'Éguilles est très attaché aux membres de sa famille et notamment à son frère aîné bien que le contraste soit saisissant entre le marquis d'Argens, franc tireur déclassé volontaire et champion de la philosophie antireligieuse d'une part et le seigneur d'Éguilles, magistrat sérieux, rigide défenseur des valeurs de la monarchie et de la religion d'autre part. Après avoir vécu 25 ans dans l’intimité de Frédéric II, le marquis d’Argens revint passer ses dernières années dans sa famille ; il est l'hôte de son frère qui le reçoit dans son château d'Éguilles. Le fameux séducteur Casanova lors de son passage dans le midi en 1769 rencontre les deux frères et dit qu'Alexandre « aimait tendrement son frère en gémissant de ce qu'il appelait son irreligion mais espérait toujours que la grâce le ramènerait tôt ou tard dans le giron de l'église ». Avant son départ de la Prusse, le marquis d'Argens est interrogé par Frédéric II qui lui dit : « Il y a en ce monde une religion dont vous n'êtes pas un partisan bien zélé : finirez-vous par en reprendre le masque et vous prêter à toutes ses fantaisies après l'avoir boudée toute votre vie ? Irez-vous jusqu'aux petites cérémonies qu'elle recommande lorsqu'on est près de mourir ? » et le marquis d'Argens de répondre « Oui, sire, je m'y résignerai par amitié pour mon frère et pour l'intérêt de ma famille ».